# Ugerevy 1938/48
|  | Denne artikel er oprettet af botten Steenthbot ud fra en ekstern database. Den kan derfor have sproglige fejl eller mangler. Denne skabelon kan fjernes efter kontrol af indholdet. |

Ugerevy 1938/48 er en dansk ugerevy fra 1938 produceret af Dansk Film co.

## Handling
1) International gymnastik i Idrætshuset med schweiziske deltagere. 
2) Kvindelig Idrætsforenings opvisning i Idrætshuset - både børn og voksne deltagere.
 3) Håndboldkamp mellem det svenske hold "Göta" og K.I.'s mesterhold (kvinder).